# Фолькенс, Георг
Георг Людвиг Август Фо́лькенс (нем. Georg Ludwig August Volkens; 1855—1917) — немецкий ботаник.

## Биография
Георг Фолькенс родился в Берлине 13 июля 1855 года. Учился в Вюрцбургском и Берлинском университетах у профессоров Юлиуса фон Закса и Александра Брауна. В 1882 году под руководством профессора Симона Швенденера получил в Берлинском университете степень доктора философии.
В 1884—1885 путешествовал Фолькенс по пустыням Египта. В 1887 году прошёл хабилитацию в Берлине, став приват-доцентом Берлинского университета. Одновременно работал волонтёром вместе с Адольфом Энглером и, позднее, со Швенденером. С 1892 по 1894 исследовал гору Килиманджаро, в 1897 году издал книгу, в которой обобщал результаты своих наблюдений. В 1895 году Георг Фолькенс стал профессором Берлинского университета.
С 1898 года Фолькенс работал в Берлинском ботаническом музее главой отделения по флоре колоний. В 1899—1900 посетил Каролинские острова, в 1901—1902 изучал флору окрестностей Бейтензорга.
С 1903 года Фолькенс преподавал в школе садоводов в Ботаническом саду Берлин-Далем.
10 января 1917 года Георг Людвиг Август Фолькенс скончался.

## Некоторые научные работы
- Volkens, G. Dir Flora der aegyptisch-arabischen Wüste. — Berlin, 1887. — 156 p.
- Volkens, G. Der Kilimandscharo. — Berlin, 1897. — 388 p.
- Volkens, G. Laubfall und Lauberneuerung in den Tropen. — Berlin, 1912. — 142 p.

## Роды растений, названный в честь Г. Фолькенса
- Volkensia O.Hoffm., 1894 [= Bothriocline Oliv. ex Benth., 1873]
- Volkensiella H.Wolff, 1912 [= Oenanthe L., 1753]
- Volkensinia Schinz, 1912, nom. nov.
- Volkensiophyton Lindau, 1894 [= Lepidagathis Willd., 1800]